# Mohamed Azouzi
Mohamed Azouzi, né en 1946 à Casablanca et mort le 30 août 2022 à Tremblay-en-France, est un artiste connu peintre, plasticien et sculpteur.

## Biographie
Né en 1946, le peintre Mohamed Azouzi originaire de Tafilalet, intègre l’École Supérieure des Beaux-Arts de Casablanca à l’âge de 20 ans. En 1970, il poursuit ses études artistiques au sein de l’École Nationale Supérieure des Beaux-Arts (Atelier Jean Bertholle) et l’École nationale supérieure des arts décoratifs à Paris, où il finit par s’installer.
Il expose pour la première fois à Casablanca en 1970. Il fera la majeure partie de sa carrière artistique en France, et plus particulièrement à Paris.
À mesure qu'il multiplie les expositions, il suscite l'intérêt des amateurs d'art parisiens « Jacques Chirac, alors maire de Paris à la fin des années 70 remarque son travail. Plusieurs semaines plus tard le Musée d’Art Moderne de la ville de Paris achète à Mohamed Azouzi une œuvre. Puis c’est au tour de la ville de Paris qui lui en commandera 4 »
À l’étranger, il expose également aux États-Unis, au Japon, en Russie et en Belgique.
Dans un article de la revue Esprit intitulé « Azouzi, peintre et humaniste », Mohammed Kheir Eddine évoque les couleurs chatoyantes qui caractérisent l'œuvre picturale de Mohamed Azouzi, enracinée dans un univers onirique.
Selon Yabiladi, les tableaux d'Azouzi sont autant d'« hommages à la terre marocaine ».
Selon Aujourd'hui le Maroc, Mohamed Azouzi est « très attaché au vécu, prend des situations de la vie quotidienne et ordinaire » pour les transposer dans son œuvre picturale.

## Expositions personnelles
- 1979 : La Galerie, rue Saint-André-des-Arts, Paris (texte de Jean Bertholle)
- 1985 : Maison Mansart, rue Payenne, Paris
- 1988 : Hôtel Saint-Aignan, organisée par la Galerie A.R. (siège de l'ICOMOS, actuel Musée d'art et d'histoire du Judaïsme), 71 rue du Temple, Paris.
- 1989 : Ligue des Etats Arabes, Paris, organisée par la Galerie A.R.
- 1990 : Galerie A.R., Paris
- 1992 : Galerie A.R., Paris
- 1993 (avril) : Galerie A.R., rue de Monceau, Paris
- 1993 (septembre) : Centre culturel algérien, 117 rue de la Croix-Nivert, Paris91
- 1994 : Fondation Taylor, 1 rue La Bruyère, Paris (en présence de Madame Danielle Mitterrand)
- 1995 : Galerie A.R., Paris
- 1997 : Galerie de la Butte, Octeville (sous le patronage de M. Bernard Cazeneuve, maire d'Octeville, futur Premier Ministre)
- 1997 : Espace des Bains du Marais, rue des Blancs Manteaux "Peintures - Pastels - Encres"
- 1997 : Galerie Al Manar, Le Dawliz, Boulevard de la Corniche, Casablanca.
- 2005 : Galerie Tadghart, "Conversations avec Azouzi", Marrakech, Maroc[8],[9]
- 2022 : Espace Rivages, "L'Essence de la vie", Rabat, Maroc - A titre posthume[10]

## Expositions collective
- 1978 : Exposition "Peintres et sculpteurs d'aujourd'hui" (Salle Saint-Jean de l'Hôtel de Ville de Paris)
- 1979 : Salon de la Société Nationale des Beaux-Arts.
- 1985 : Ensemble à Scandicci (Jumelage des artistes de Pantin et de Scandicci)
- 1986 : 2e Exposition des Artistes du Tiers Monde à Paris, rue de Trévise.
- 1988 : Exposition Azouzi - Raoul organisée par la Galerie A.R. chez Bernard et Catherine Gueguen, Ville d'Avray.
- 1990 : Exposition Azouzi - Raoul pour l'ouverture des nouveaux locaux de la Galerie A.R., 14 rue de Crussol, Paris.
- 1990 : Exposition Azouzi - Raoul à la Galerie Kuwano, Tokyo, Japon.
- 1991 : Azouzi, invité d'honneur du XVe Salon des Amis des Arts de Pantin (en présence de Madame Danielle Bidard, sénatrice de Seine-Saint-Denis et de Monsieur Jacques Isabet, Maire de Pantin.
- 1994 : Galerie A.R. : Exposition Azouzi - Denis Oudet.
- 1995 : Le Vallon du Villaret (Lozère): Exposition Azouzi (Maroc) - Mansour Ciss (Sénégal, sculptures) - Vassirou Sarr (Sénégal, sculptures)
- 1995 : Galerie A.R. : Exposition Azouzi (Peintures) - Murguiondo (Céramiques) - Denis Oudet (Sculptures)1996 : Chapelle Saint-Louis de la Salpetrière, "Rencontres d'AUDACE (Association pour l'Union et le Développement des Arts Contemporains en Europe): 9 artistes contemporains" (Azouzi, Clancy, Decreme, Gosselet, Katuchevski, Oudet, Sale, Tolic, Zervudacki).
- 1996 : Galerie A.R.: Exposition Clancy - Azouzi
- 2001 : Maroc Contemporain : peinture et livres d'artistes, Bruxelles, Belgique[11]
- 2002 : "Exposition collective", Galerie Al Manar, Casablanca, Maroc[12]
- 2003 : "Maroc Contemporain : peinture et livres d'artistes", Tanger, Maroc[13]
- 2007 : "Glob'art" Villa des Arts, Rabat, Maroc[14]
- 2010 : "Artistes du Nord 2", Cambrai, France[15]
- 2017 : "Mai en Cambrésis", Busigny, France[16]
- 2022 : "D'ici & d'ailleurs", avec Abderrahim Makhlouf, Gallery Tatmin, Rabat, Maroc[17]
- 2024 : "autohistorias", Beaux-Arts de Paris, France[18]
- 2024 : "Des Traces sur le sable des rivages", Espace Rivages, Rabat, Maroc[19]

## Collections publiques
- 1978 : Acquisition d'un tableau, "Planche coranique" (1975) par le Musée d'Art Moderne de la ville de Paris (AMVP 2117)[4]
- 1991 : Acquisition de quatre peintures, "Les Archéologues", "Composition en gris et rouge", "Un ciel rouge" et "Les disparus de la Pyramide" par la ville de Pantin[3]
- 1993 : "Pour Hallaj", Cabinet des Estampes, Bibliothèque Nationale de France (BNF), Paris[20]
- 1997 : "La Vie Quotidienne", Cabinet des Estampes, Bibliothèque Nationale de France (BNF), Paris[21]
- 1997 : "Sans Titre", Sérigraphie, en couleur, 56 × 38 cm, Cabinet des Estampes, Bibliothèque Nationale de France (BNF), Paris[22]
- 1997 : "Sans Titre", Sérigraphie, en couleur, 76 × 56 cm, Cabinet des Estampes, Bibliothèque Nationale de France (BNF), Paris[23]
- 2007 : La Fondation ONA, Rabat, Maroc[24]
- 2012 : L'Arthotèque de Bagneux, France[25]
- 2024 : Fondation Hassan II, Espace Rivages, Rabat, Maroc[26]

## Dessins et collages
- « Ismaël et le chien noir », nouvelle de J-P Millecam, dessins et collages de M. Azouzi, Ed. Al Manar, 1998[1],[27]
- « Pour Hallaj », poème de Rabah Belamri et sérigraphie de M. Azouzi, Ed. Alsace-Lozère (Bernard-Gabriel Lafabrie), Paris, 1994[28]